# 샤오룽바오

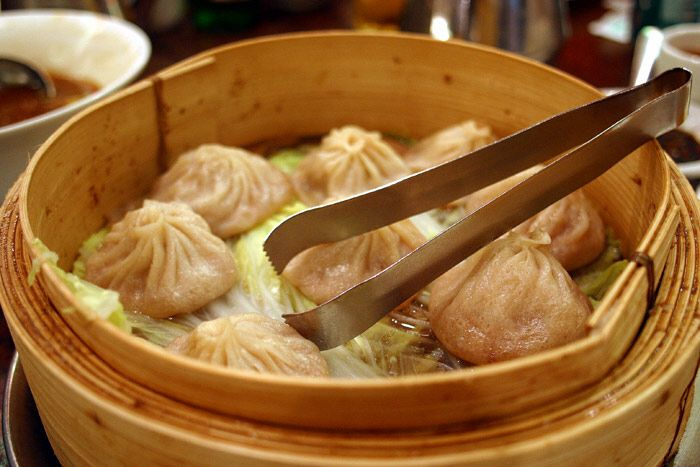
샤오룽바오.

샤오룽바오(중국어 정체자: 小籠包, 간체자: 小笼包, 병음: Xiǎolóngbāo)는 중화권 전역과 전 세계의 중국 요리 레스토랑에서 먹을 수 있는 만두의 종류 중 하나이자 바오쯔 요리이다. 다진 고기를 소맥분의 껍질로 싸서 찜통에 찐 딤섬이다.
상하이의 서북에 있는 난샹(南翔)에서 만들어졌다고 하여, 「난샹 샤오룽바오」, 「남상 만두」, 「샤오룽탕 바오」혹은 「샤오룽이바오즈」라고도 부른다.(딤섬 안에 뜨뜻한 국물이 들어있다.) 탕바오의 일종이다. 

## 기원
샤오룽바오의 기원은 청나라 동치 10년 1871년에 중국의 자딩현 난상진(현 상하이시 자딩구 난샹진)의 음식점 「고의원」(古猗園)의 점주 황명현이 당시 유행하던 돼지고기를 넣은 만두를 개량해 「남상대육만두」(南翔大肉饅頭)를 팔기 시작하면서 시작되었다고 한다. 남상대육만두는 호평을 얻었기 때문에 주변의 만두가게들이 원조를 따라서 곧 모방해 팔게 되었다. 그 후 연구를 거듭해 도구를 크게 하고, 가죽을 얇게 해, 간단하게 흉내를 할 수 없게 기술적인 개량을 더해서 「고의원 난샹 샤오룽바오」를 판매해 금세 유명한 만두로 소문이 났다. 그때부터 지금까지 「난샹 샤오룽바오」라고 불려 이것이 오늘 날의 「샤오룽바오」라고 하는 명칭이 되었다. 「고의원」점주 황명현의 제자인 오상승이 1900년에 개점한 노포 「장흥루」(長興樓)(후에 「남상만두점」으로  개명)에서 1920년 즈음 판매가 시작되었는데, 상하이에서 크게 인기를 얻어 현재는 상하이의 명물 딤섬이 되었다.

## 특징
만두소는 다진 고기와 함께 육수가 들어간다. 육수를 피안에 넣는 방법은 육수를 식혀서 젤라틴질로 굳힌 다음 피로 싸서 쪄내서 녹인다. 만두피는 매우 얇게 만들며, 만두소는 보통 돼지고기를 다진 것을 사용하며, 간혹 새우 간 것을 넣기도 한다.
샤오룽바오를 제대로 먹는 방법으로는 숟가락에 올린 후 젓가락으로 만두피를 찢어서 육수를 빨아먹은 후 나머지를 먹는다고 알려져있다.

## 같이 보기
- 만두
- 성젠만터우
- 딘타이펑
- 상하이 요리

1. ↑  KBS Entertain. “배틀트립 - 현지인이 알려주는 샤오룽바오 먹는 Tip.20160702”.